# Bahnstrecke Bad Neustadt–Bischofsheim
| Streckennummer (DB): | 5242                 |                                       |                                       |
| Kursbuchstrecke (DB): | 814                  |                                       |                                       |
| Kursbuchstrecke: | 419g (1946)          |                                       |                                       |
| Streckenlänge: | 18,9 km              |                                       |                                       |
| Spurweite: | 1435 mm (Normalspur) |                                       |                                       |
| Maximale Neigung: | 27,8 ‰               |                                       |                                       |
| Minimaler Radius: | 280 m                |                                       |                                       |
| |                      |                                       |                                       |
| \| \| \| von Schweinfurt \| \| \| \| 0,00 \| Bad Neustadt (Saale) \| 232 m ü. NHN \| \| \| \| nach Meiningen \| \| \| \| \| Siemenstraße \| \| \| \| 0,10 \| Neutrassierung 1931 \| Neutrassierung 1931 \| \| \| 0,40 \| St 2445 \| St 2445 \| \| \| 0,67 \| Industrieanschluss der BSH Hausgeräte \| Industrieanschluss der BSH Hausgeräte \| \| \| 0,75 \| Industrieanschluss der Siemens \| Industrieanschluss der Siemens \| \| \| 0,81 \| \| \| \| \| \| Industrieanschluss Siemens, BayWa \| \| \| \| 1,60 \| Neutrassierung 1931 \| Neutrassierung 1931 \| \| \| 1,70 \| Brendlorenzen \| Brendlorenzen \| \| \| 4,80 \| Schweinhof \| 263 m ü. NHN \| \| \| 7,60 \| Kollertshof \| 288 m ü. NHN \| \| \| 10,88 \| Schönau (Brend) \| 310 m ü. NHN \| \| \| \| Streckenteilung mit B 279 \| \| \| \| 13,26 \| Wegfurt \| 340 m ü. NHN \| \| \| \| Streckenteilung mit B 279 \| \| \| \| 17,60 \| Unterweißenbrunn \| 406 m ü. NHN \| \| \| 18,96 \| Bischofsheim (Rhön) \| 436 m ü. NHN \| \| \| \| \| \| \| Quellen: [1][2][3] \| \| \| \| |                      |                                       |                                       |
| Strecke |                      | von Schweinfurt                       | von Schweinfurt                       |
| Bahnhof | 0,00                 | Bad Neustadt (Saale)                  | 232 m ü. NHN                          |
| Abzweig geradeaus und nach rechts |                      | nach Meiningen                        | nach Meiningen                        |
| Bahnübergang |                      | Siemenstraße                          | Siemenstraße                          |
| Verschwenkung von links · Verschwenkung von rechts (Strecke außer Betrieb) | 0,10                 | Neutrassierung 1931                   | Neutrassierung 1931                   |
| Bahnübergang · Strecke (außer Betrieb) | 0,40                 | St 2445                               | St 2445                               |
| Abzweig geradeaus und nach rechts · Strecke (außer Betrieb) | 0,67                 | Industrieanschluss der BSH Hausgeräte | Industrieanschluss der BSH Hausgeräte |
| Abzweig geradeaus und ehemals nach rechts · Strecke (außer Betrieb) | 0,75                 | Industrieanschluss der Siemens        | Industrieanschluss der Siemens        |
| Strecke (außer Betrieb) | 0,81                 |                                       |                                       |
| Strecke (außer Betrieb) · Abzweig geradeaus und nach links (Strecke außer Betrieb) |                      | Industrieanschluss Siemens, BayWa     | Industrieanschluss Siemens, BayWa     |
| Verschwenkung nach links (Strecke außer Betrieb) · Verschwenkung nach rechts (Strecke außer Betrieb) | 1,60                 | Neutrassierung 1931                   | Neutrassierung 1931                   |
| Haltepunkt / Haltestelle (Strecke außer Betrieb) | 1,70                 | Brendlorenzen                         | Brendlorenzen                         |
| Haltepunkt / Haltestelle (Strecke außer Betrieb) | 4,80                 | Schweinhof                            | 263 m ü. NHN                          |
| Haltepunkt / Haltestelle (Strecke außer Betrieb) | 7,60                 | Kollertshof                           | 288 m ü. NHN                          |
| Haltepunkt / Haltestelle (Strecke außer Betrieb) | 10,88                | Schönau (Brend)                       | 310 m ü. NHN                          |
| Bahnübergang (Strecke außer Betrieb) |                      | Streckenteilung mit B 279             | Streckenteilung mit B 279             |
| Haltepunkt / Haltestelle (Strecke außer Betrieb) | 13,26                | Wegfurt                               | 340 m ü. NHN                          |
| Bahnübergang (Strecke außer Betrieb) |                      | Streckenteilung mit B 279             | Streckenteilung mit B 279             |
| Haltepunkt / Haltestelle (Strecke außer Betrieb) | 17,60                | Unterweißenbrunn                      | 406 m ü. NHN                          |
| Kopfbahnhof Streckenende (Strecke außer Betrieb) | 18,96                | Bischofsheim (Rhön)                   | 436 m ü. NHN                          |
| |                      |                                       |                                       |
| Quellen: |                      |                                       |                                       |

Die Bahnstrecke Bad Neustadt–Bischofsheim in Unterfranken führte von der Kreisstadt des heutigen Landkreises Rhön-Grabfeld zu der Kleinstadt Bischofsheim an der Rhön, die um 1900 etwa 1300 Einwohner zählte. Im Volksmund wurde sie Bischofsheimer Bähnle (grabfeldisch Böschamer Böhle) genannt.

## Geschichte

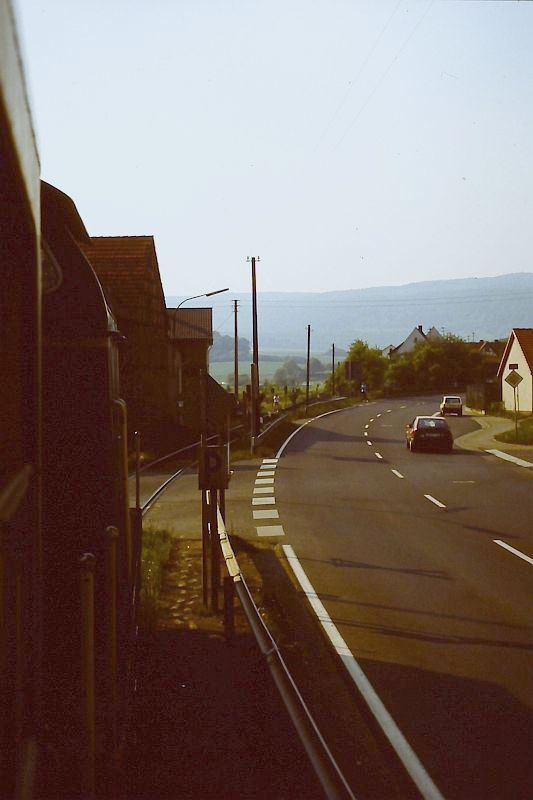
Zug bei der Ortsdurchfahrt Wegfurt

Mit Gesetz vom 21. April 1884 genehmigte der Bayerische Landtag das Gesetz zum Bau und Betrieb einer Lokalbahn, die vom Bahnhof Neustadt an der Saale an der 1874 eröffneten Bahnstrecke Schweinfurt–Meiningen ausgehend im Tal der Brend aufwärts führte und nach 19 Kilometern ihr Ziel am Fuß der bayerischen Rhön erreichte.
Baubeginn war im Februar 1884, und am 15. Oktober 1885 eröffneten die Königlich Bayerischen Staats-Eisenbahnen den Betrieb. Der Endbahnhof Bischofsheim wurde südöstlich der Stadt Bischofsheim an der Rhön angelegt und war für eine mögliche Streckenverlängerung nach Gersfeld zur 1888 eröffneten Bahnstrecke Fulda Bronnzell–Gersfeld ungünstig. Mehr als die Hälfte der Trasse wurde bei Bau aus Sparsamkeitsgründen auf öffentliche Straßen gelegt. Dies führte jedoch zu zahlreichen Unfällen, so dass recht bald größere Abschnitte einen eigenen Bahnkörper erhielten. Bis zuletzt blieb aber die mit nur 30 Kilometer pro Stunde befahrbare Ortsdurchfahrt von Wegfurt im Straßenraum liegen.
Die Strecke wurde 1931 im Stadtgebiet von Neustadt neutrassiert. Der neue, um 0,3 km längere Abschnitt am 27. November 1931 in Betrieb genommen. Das alte Gleis diente danach noch als Anschluss zur Firma Siemens und dem Lagerhaus der BayWa.
Nachdem die innerdeutsche Grenze durch die Deutsche Teilung nach dem Zweiten Weltkrieg die Bahnstrecke Schweinfurt–Meiningen unterbrach, gab es erneut regionale Bestrebungen für einen Lückenschluss zwischen Bischofsheim und der rund 10 Kilometer Luftlinie entfernten Bahnstrecke Fulda Bronnzell–Gersfeld für bessere Verbindungen Richtung Bahnhof Fulda und Norddeutschland.
Die Streckenstilllegung erfolgte 1989.

### Nach der Stilllegung
Von der Bahnstrecke blieb lediglich ein kurzes Reststück im Stadtgebiet von Bad Neustadt für die Bedienung des Gleisanschlusses des angrenzenden Industriebetrieb der BSH Hausgeräte erhalten.
Auf 16,1 Kilometern der ehemaligen Bahntrasse – nicht in Bad Neustadt und in Schönau – wurde Anfang der 1990er Jahre ein asphaltierter Geh- und Radweg angelegt, der den Großteil des Brendtalradwegs bildet. 2010 und 2011 wurden mehrere Holzbrücken durch Betonbrücken ersetzt.

## Verkehr

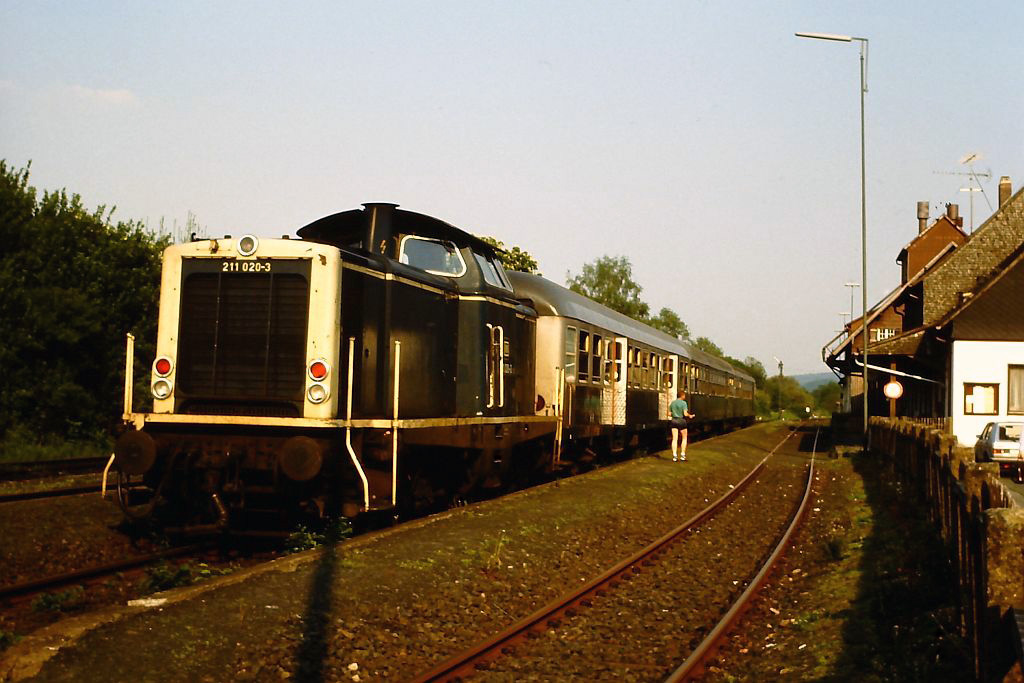
Nahverkehrszug mit DB 211 020-3 im Bahnhof Bischofsheim (Rhön)

Anfangs erfüllte die Bahn ihre Erwartungen. Vor allem der Güterverkehr mit Basalt, Holz und auch Braunkohle war zufriedenstellend.
Der erste Fahrplan von 1885 wies zwei Zugpaare auf. 1890 verkehrten ein morgendliches und ein abendliches Zugpaar, dienstags zusätzlich ein mittägliches. 1914 waren es bereits vier tägliche Zugpaare. Selbst 1939 finden wir nur drei an Werktagen, aber fünf an Sonntagen. Auch nach dem Zweiten Weltkrieg wurden sonntags wieder fünf Zugpaare angeboten. An Werktagen stieg deren Zahl Ende der fünfziger Jahre bis auf acht bzw. neun Fahrten an; dazu kamen täglich noch einige Busfahrten.
Im Sommerfahrplan 1957 fällt auf, dass ab Bad Neustadt abends an Werktagen um 22.22 Uhr und täglich noch um 0.25 Uhr ein Triebwagen nach Bischofsheim eingesetzt wurde.
Die wirtschaftliche Entwicklung führte in der Folgezeit dazu, dass diese Strecke zu den unrentabelsten in ganz Bayern gehörte; denn die Gegend ist dünn besiedelt und verfügt über keine größeren Industriebetriebe. Am 27. Mai 1989 wurde der Personen- und Güterverkehr eingestellt.